# Liste der Gemeinden von Bosnien und Herzegowina
Der Staat Bosnien und Herzegowina gliedert sich in die beiden Entitäten Föderation Bosnien und Herzegowina und Republika Srpska sowie das Kondominium Brčko. Die Föderation Bosnien und Herzegowina gliedert sich weiter in 10 Kantone; die Republika Srpska ist zentralistisch organisiert.
Beide Entitäten sind ihrerseits in Gemeinden (bosn./kroat. općine, serb. opštine/општине, Sg općina/opština/општина) untergliedert. Die Gemeinden umfassen gewöhnlich neben einem namengebenden Ort auch dessen Umland. Im Kanton Sarajevo entspricht ein Teil der Gemeinden den Stadtbezirken von Sarajevo.
Die Einteilung in Gemeinden wurde in den Grundzügen aus der Zeit vor 1992 beibehalten. In einigen Fällen wurden jedoch Gemeinden neu gegliedert. Einige Gemeinden wurden durch die Entitätsgrenze zwischen der Föderation Bosnien und Herzegowina und der Republika Srpska geteilt. So wurden aus 109 Gemeinden vor dem Krieg 142 heutige. Die jüngste Gemeinde ist Stanari, die 2014 von der Stadt Doboj abgetrennt wurde.

## Brčko
- Brčko

## Föderation Bosnien und Herzegowina

### Kanton Herzegowina-Neretva
- Čapljina
- Čitluk
- Jablanica
- Konjic
- Mostar
- Neum
- Prozor
- Ravno
- Stolac

### Kanton Bosnisches Podrinje
- Foča-Ustikolina
- Goražde
- Pale-Prača

### Kanton Posavina
- Domaljevac-Šamac
- Odžak
- Orašje

### Kanton Sarajevo
- Hadžići
- Ilidža
- Ilijaš
- Novo Sarajevo
- Sarajevo-Centar
- Sarajevo-Novi Grad
- Sarajevo-Stari Grad
- Trnovo
- Vogošća

### Kanton Zentralbosnien
- Bugojno
- Busovača
- Dobretići
- Donji Vakuf
- Fojnica
- Gornji Vakuf-Uskoplje
- Jajce
- Kiseljak
- Kreševo
- Novi Travnik
- Travnik
- Vitez

### Kanton Tuzla
- Banovići
- Čelić
- Doboj Istok
- Gračanica
- Gradačac
- Kalesija
- Kladanj
- Lukavac
- Sapna
- Srebrenik
- Teočak
- Tuzla
- Živinice

### Kanton Una-Sana
- Bihać
- Bosanska Krupa
- Bosanski Petrovac
- Bužim
- Cazin
- Ključ
- Sanski Most
- Velika Kladuša

### Kanton 10
- Bosansko Grahovo
- Drvar
- Glamoč
- Kupres
- Livno
- Tomislavgrad

### Kanton West-Herzegowina
- Grude
- Ljubuški
- Posušje
- Široki Brijeg

### Kanton Zenica-Doboj
- Breza
- Doboj Jug
- Kakanj
- Maglaj
- Olovo
- Tešanj
- Usora
- Vareš
- Visoko
- Zavidovići
- Zenica
- Žepče

## Republika Srpska

### Banja Luka
- Banja Luka (Бања Лука)
- Čelinac (Челинац)
- Gradiška (früher Bosanska Gradiška/Босанска Градишка)
- Istočni Drvar (Источни Дрвар)
- Jezero (Језеро)
- Kneževo (Skender Vakuf) (Кнежево)
- Kotor Varoš (Котор Варош)
- Kozarska Dubica (Козарска Дубица)
- Krupa na Uni (Крупа на Уни)
- Kupres (Купрес)
- Laktaši (Лакташи)
- Mrkonjić Grad (Мркоњић Град)
- Novi Grad (Bosanski Novi) (Нови Град)
- Oštra Luka (Оштра Лука)
- Petrovac (Петровац)
- Petrovo (Петрово)
- Prijedor (Приједор)
- Prnjavor (Прњавор)
- Ribnik (Рибник)
- Šipovo (Шипово)

### Bijeljina
- Bijeljina (Бијељина)
- Bratunac (Братунац)
- Lopare (Лопаре)
- Šekovići (Шековићи)
- Ugljevik (Угљевик)
- Zvornik (Зворник)

### Doboj
- Brod (Брод)
- Derventa (Дервента)
- Doboj (Добој)
- Donji Žabar (Доњи Жабар)
- (Bosanska) Kostajnica (Костајница)
- Modriča (Модрича)
- Pelagićevo (Пелагићево)
- Šamac (Шамац)
- Srbac (Србац)
- Stanari (Станари)
- Teslić (Теслић)
- Vukosavlje (Вукосавље)

### Sokolac
- Istočna Ilidža (Источна Илиџа)
- Istočno Novo Sarajevo (Источно Ново Сарајево)
- Istočno Sarajevo (Источно Сарајево)
- Istočni Stari Grad (Источни Стари Град)
- Novo Goražde (Ново Горажде)
- Pale (Пале)
- Rogatica (Рогатица)
- Sokolac (Соколац)
- Višegrad (Вишеград)

### Foča
- Čajniče (Чајниче)
- Foča (Фоча)
- Kalinovik (Калиновик)
- Rudo (Рудо)

### Trebinje
- Berkovići (Берковићи)
- Bileća (Билећа)
- Gacko (Гацко)
- Istočni Mostar (Источни Мостар)
- Ljubinje (Љубиње)
- Nevesinje (Невесиње)
- Trebinje (Требиње)
- Trnovo (Трново)

### Vlasenica
- Han Pijesak (Хан Пијесак)
- Milići (Милићи)
- Osmaci (Осмаци)
- Srebrenica (Сребреница)
- Vlasenica (Власеница)